# Muzeum Sztuki Nowoczesnej w Stambule
Muzeum Sztuki Nowoczesnej (İstanbul Modern Sanat Müzesi) zostało założone w 2004 r. Muzeum zlokalizowano w przebudowanym budynku magazynu w dzielnicy Tophane nad brzegiem cieśniny Bosfor.
Budynek Muzeum składa się z dwóch pięter. Na najwyższym piętrze usytuowano stałą ekspozycję oraz sklep i restaurację przeznaczone dla odwiedzających. Na parterze organizowane są wystawy twórców związanych ze sztuką współczesną, ponadto znajdują się tam kino i biblioteka.
W galerii wystawione są dzieła czołówki awangardowych twórców tureckich.
W czwartki wstęp do muzeum jest bezpłatny.